# Andavías
Andavías es un municipio y lugar español de la provincia de Zamora, en la comunidad autónoma de Castilla y León. Cuenta con una población de 420 habitantes (INE 2024).

## Geografía

### Ubicación
El municipio se encuentra situado en la comarca zamorana de Tierra del Pan, a unos 14 km al noroeste de la ciudad de Zamora, la capital provincial.
| Noroeste: Palacios del Pan | Norte: Montamarta | Noreste: Montamarta  |
| Oeste: Palacios del Pan    |                   | Este: La Hiniesta    |
| Suroeste: Palacios del Pan | Sur: Zamora       | Sureste: La Hiniesta |

### Clima
Andavías tiene un clima mediterráneo continental con inviernos fríos y veranos cálidos. Las lluvias se concentran principalmente en dos épocas del año, la primavera y el otoño, habiendo por el contrario una marcada sequía estival.

## Historia
Los primeros indicios de población en el municipio datan del Paleolítico, época de la que se dio el hallazgo de un bifaz achelense.
No obstante, la fundación de Andavías en su actual emplazamiento se debe a los reyes leoneses, que crearon esta localidad en la Alta Edad Media, integrándola en la diócesis de Zamora en lo eclesiástico y en el Reino de León en lo civil. Así, en 1174 se recoge ya la primera mención escrita de Andavías en la venta de una heredad.
Aunque era lugar de realengo, el Cabildo de la Catedral de Zamora tuvo una presencia permanente en Andavías como gran propietario de bienes rústicos, cuya nómina de instituciones eclesiásticas hacendadas continuaba con el convento de monjas de Santiago y el monasterio de San Jerónimo. La cercanía a Zamora le originó algunas incomodidades cuando el rey Fernando el Católico ordenó, en 1509, a García Alonso de Ulloa, veedor general de tropas, que situase el ejército en Andavías a requerimiento de los regidores de Zamora. Por otro lado, en su término tuvieron propiedades también los Marqueses de Tábara, el Conde de Santibáñez y los Mayorazgos de Ventura Sotelo y de Los Miranda.
A mediados del siglo XVIII, el concejo de Andavías poseía una fragua y un pósito de 200 fanegas de trigo para socorrer a sus 43 vecinos en los momentos de necesidad, llegando contar con tres ermitas (Vera-Cruz, San Pedro y Nuestra Señora del Piñedo).
Al crearse las actuales provincias en la división provincial de 1833, Andavías quedó encuadrado en la provincia de Zamora, dentro de la Región Leonesa.

## Demografía

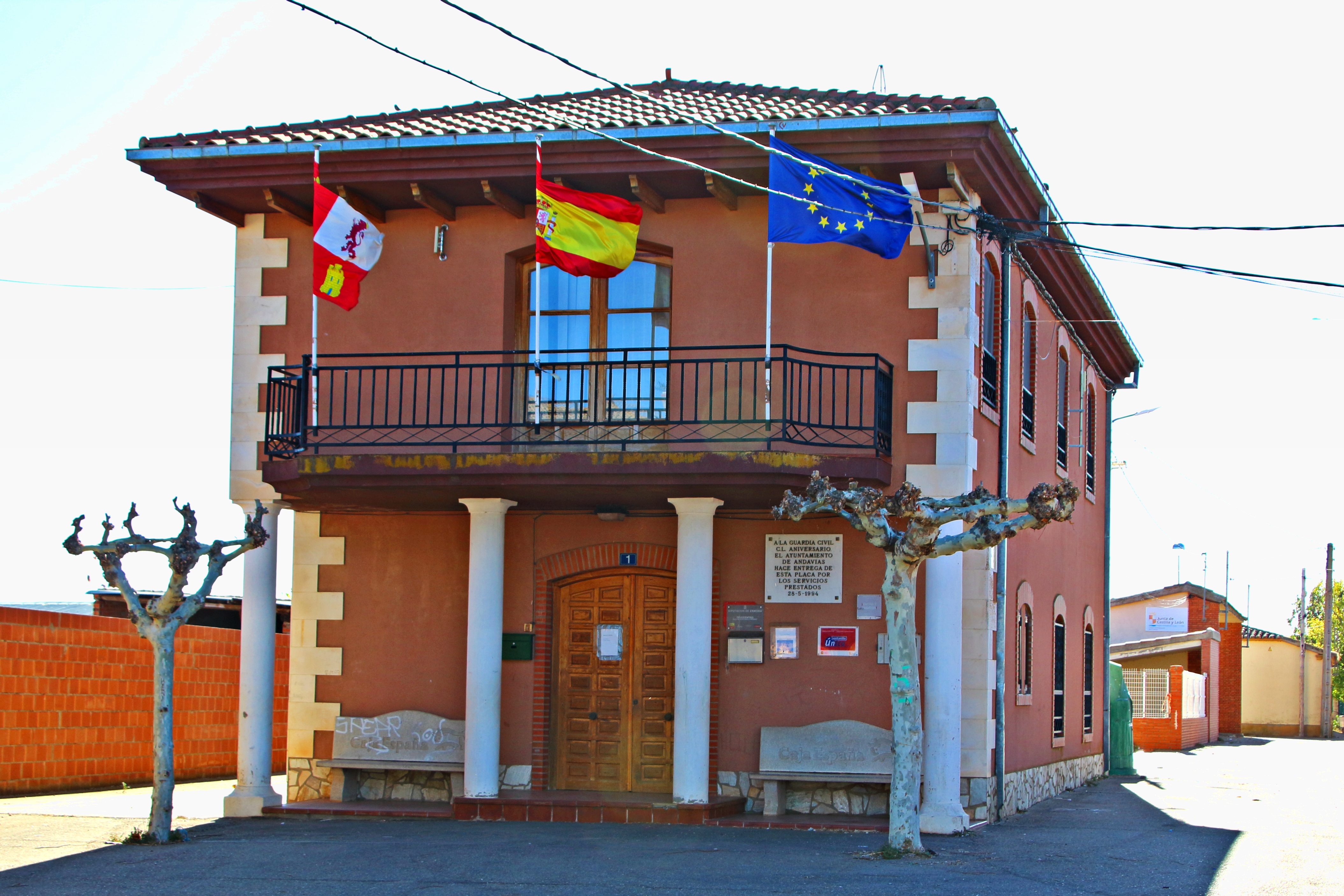
Casa consistorial

Cuenta con una población de 420 habitantes (INE 2024).
| Gráfica de evolución demográfica de Andavías entre 1842 y 2021                                                        |
| |
| Población de derecho según los censos de población del INE. Población de hecho según los censos de población del INE. |

## Transportes
Atraviesa el término municipal la carretera provincial ZA-P-1405 que lo une con los vecinos términos de Palacios del Pan y Manzanal del Barco en dirección norte, atravesando el embalse de Ricobayo y que permite acceder a La Hiniesta en dirección sur, donde es posible el acceso a la autovía del Duero. Desde la localidad se puede acceder además a través de una carretera local a enlazar con la carretera nacional N-630 que une Gijón con Sevilla así como a la autovía Ruta de la Plata, de igual recorrido que la anterior y que constituye el principal eje de transportes del oeste del país.  
En cuanto al transporte público se refiere, tras el cierre del Ferrocarril Ruta de la Plata, que pasaba por el vecino término de Montamarta y tenía parada en el mismo, no existen servicios de tren en el municipio ni en los vecinos, ni tampoco línea regular con servicio de autobús, siendo las estaciones más cercanas las de Zamora capital. Por otro lado el aeropuerto de Salamanca es el más cercano, estando a unos 100 km de distancia.